# ジェファーソンシティ (ミズーリ州)
ジェファーソンシティ（Jefferson City）は、アメリカ合衆国ミズーリ州の州都。人口は4万3228人（2020年）。同州中央部、オザーク台地に位置している。名称はアメリカ合衆国第3代大統領、トーマス・ジェファーソンにちなむ。

## 歴史
古くは、この一帯にはネイティブ・アメリカンのオーセージ族が住んでいた。1812年にミズーリ準州が成立したときは、その州都はセントルイスであった。州都は1821年にジェファーソンシティに移った。その当時は、この一帯はLohman´s Landing（ローマンの上陸地）として知られ、原野の中にセントルイス・カンザスシティ間の中間点の通商交易所があったのみであった。1826年に初の州会が開かれ、1839年にジェファーソンシティは正式な市となった。
南北戦争中は、ジェファーソンシティは北軍に占領されていた。
1917年にミズーリ州会議事堂が完成した。

### ミズーリ州会議事堂
ミズーリ州会議事堂はミズーリ川を見下ろす崖の上に建っている。この崖の下はルイス・クラーク探検隊の進路であったという歴史的に重要な場所である。ルネサンス調の建築ドームを持つ。庁舎の屋上にはケレース像が立っている。庁舎の内部にはミズーリ州立博物館もある。

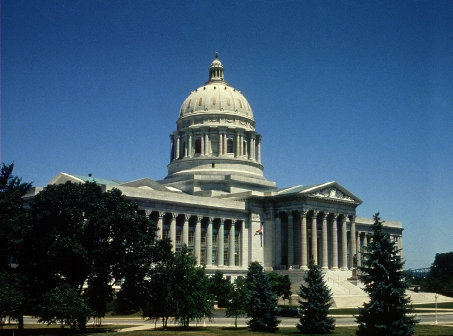
ミズーリ州会議事堂

## 地理
ミズーリ川の南岸に位置する。セントルイスからは西へ約150km、カンザスシティからは東へ約230km、コロンビアからは南へ約45kmである。
アメリカ合衆国統計局によると、ジェファーソンシティは総面積73.2km2（28.3mi2）である。このうち70.6km2（27.2mi2）が陸地で2.6km2（1.0mi2）が水域である。総面積の3.61%が水域となっている。

## 教育
同市はリンカーン大学の所在地である。同校はアフリカン・アメリカンのための高等教育機関として設立された大学である。現在においても、同校は学生の多様性を誇り、留学生が多く在学している。

## 交通
ジェファーソンシティを含むミズーリ州中央部の玄関口となっている空港はコロンビア市にあるコロンビア地域空港である。このほか、セントルイス・ランバート国際空港やカンザス・シティ国際空港といった大都市の空港もよく利用される。市の1.5km北、ミズーリ川の対岸にもジェファーソンシティ記念空港があるが、定期便はなく、自家用機・チャーター機などが専ら利用している。
アムトラックのジェファーソンシティ駅はジェファーソン・ストリート101にある。ジェファーソンシティ駅にはセントルイスとカンザスシティとを結ぶミズーリ線の昼行中距離列車ミズーリ・リバー・ランナー号が1日2往復停車する。
ジェファーソンシティには州間高速道路は通っていない。アラスカ州・ハワイ州を除く合衆国本土48州の州都で州間高速道路が通っていないのはジェファーソンシティのほかはネバダ州カーソンシティ・サウスダコタ州ピア・デラウェア州ドーバーの3都市のみである。また、ジェファーソンシティにはグレイハウンドのバスは停車しない。
JEFFTRANと呼ばれる、ジェファーソンシティ交通局が運営する路線バスが市内の主な交通手段である。

## 人口動勢
以下は2000年国勢調査における人口統計データである。
| 基礎データ - 人口: 39,636人 - 世帯数: 15,794世帯 - 家族数: 9,207家族 - 人口密度: 561.6人/km2（1,454.4人/mi2） - 住居数: 16,987軒 - 住居密度: 240.7軒/km2（623.3軒/mi2) の密度での住宅が建っている。 人種別人口構成 - 白人: 81.50% - アフリカン・アメリカン: 0.00% - ネイティブ・アメリカン: 0.38% - アジア人: 1.23% - 太平洋諸島系: 0.05% - その他の人種: 0.62% - 混血: 1.52% - ヒスパニック・ラテン系: 1.55% 年齢別人口構成 - 18歳未満: 20.9% - 18-24歳: 11.0% - 25-44歳: 32.1% - 45-64歳: 22.0% - 65歳以上: 14.0% - 年齢の中央値: 36歳 - 性比（女性100人あたり男性の人口） - 総人口: 105.3 - 18歳以上: 106.6 | 世帯と家族（対世帯数） - 18歳未満の子供がいる: 27.9% - 結婚・同居している夫婦: 44.4% - 未婚・離婚・死別女性が世帯主: 10.8% - 非家族世帯: 41.7% - 単身世帯: 36.1% - 65歳以上の老人1人暮らし: 11.9% - 平均構成人数 - 世帯: 2.21人 - 家族: 2.90人 収入と家計 - 収入の中央値 - 世帯: 39,628米ドル - 家族: 52,627米ドル - 性別 - 男性: 35,050米ドル - 女性: 25,521米ドル - 人口1人あたり収入: 21,268米ドル - 貧困線以下 - 対人口: 11.5% - 対家族数: 7.3% - 18歳未満: 17.1% - 65歳以上: 7.1% |

## 姉妹都市
- 台南市、中華民国 1987年
- ミュンヒベルク、ドイツ 2004年

## 出身者
- ジャック・キルビー - 電子技術者（2000年ノーベル物理学賞受賞）